# Брег-при-Синєм Врху
Брег-при-Синєм Врху (словен. Breg pri Sinjem Vrhu) — поселення в общині Чрномель, Південно-Східна Словенія, Словенія. Висота над рівнем моря: 193,3 м.